# ۳۰۰۱ میکل آنژ
سیارک ۳۰۰۱ (به انگلیسی: 3001 Michelangelo، نامگذاری:1982BC1) سه هزار و یکمین سیارک کشف شده‌است که در ۲۴ ژانویه ۱۹۸۲ کشف شد.
قدر مطلق سیارک برابر ۱۲٫۴۰ است.